# Florian Heine (Fotograf und Autor)
Florian Heine (* 8. Dezember 1965 in München, Deutschland) ist ein deutscher Autor, Fotograf, Herausgeber und Kunsthistoriker.

## Leben und Ausbildung
Nach seinem Studium der Kunstgeschichte, Psychologie, Kommunikationswissenschaft und Romanistik begann er als Fotograf zu arbeiten. Architektur, Porträt und Street-Photography sind neben den beruflichen Arbeiten seine favorisierten Themen. Es entstanden und entstehen diverse Foto-Serien. Zusätzlich fotografiert er für verschiedene Theater, wie das Bayerische Staatsschauspiel, das Schauspiel Frankfurt und die Kammerspiele Landshut.  Das gemeinsam mit dem Fotografen Günther Bayerl 2017 veröffentlichte Buch WELTERBE – Deutschlands lebendige Vergangenheit, in dem Florian Heine der Autor war, wurde mit dem ITB BuchAward 2018 KulturEN ausgezeichnet.
Für die TV-Reihe »Das erste Mal – Wie Neues in die Kunst kam« (ZDF/3sat), die auf einem seiner Bücher basiert, war er sowohl für das Drehbuch verantwortlich, als auch stand er als Kunsthistoriker vor der Kamera. Im Sommer 2022 zeigte das Valentin-Karlstadt-Musäum seine Ansichten von München, welche Heine in „voll schön“, „voll komisch“, „voll Kultur“ und „voll voll“ kategorisierte. Walter Kayser spricht 2013 auf dem Portal Kunstgeschichte von einer Doppelbegabung des Verfassers. Er ist Theoretiker und Praktiker zugleich, wie seine Porträtfotografien von Münchner Schauspielern und Künstlern beweisen. Heine ist Herausgeber des Werks Extreme Leben, in dem Autoren und Fotografen außergewöhnliche Bedingungen des menschlichen Zusammenlebens zeigen und Einblicke in Lebensumstände bieten, die weit ab unserer Vorstellung von Normalität liegen.

## Werke (Auswahl)
- Der Blaue Reiter, 112 Seiten, 55 farbige Abbildungen, Prestel (2024); ISBN 978-3-7913-7732-2
- Impressionismus, 112 Seiten, 55 farbige Abbildungen, Prestel (2023); ISBN 978-3-7913-8950-9
- Holbein, 112 Seiten, 55 farbige Abbildungen, Prestel (2022); ISBN 978-3-7913-8745-1
- Der schöne Schein, 192 Seiten, 100 farbige Abbildungen, Prestel (2020), ISBN 978-3-7913-8678-2
- Welterbe – Deutschlands lebendige Vergangenheit, 320 Seiten, ca. 200 Abbildungen, Frederking & Thaler (2017); ISBN 978-3-95416-190-4
- Extreme Leben – Oder was ist schon normal?, 192 Seiten, ca. 120 Fotos, Grubbe Media (2014); ISBN 978-3-942194-16-7
- Mit den Augen der Maler: Schauplätze der Kunst neu entdeckt, 168 Seiten, Bucher (2009); ISBN 978-3-7658-1612-3

## Privates
Sein Großvater war der Zoologe und Tierfilmpionier Eugen Schuhmacher. Florian Heine lebt in München.